# Singulart
SINGULART — интернет-магазин премиум-класса, посвященный современному искусству и дизайну мебели, расположенный в Париже, Франция, и основанный в 2017 году. Он сотрудничает с художниками, фотографами, скульпторами, дизайнерами мебели (с 2022 г.) и насчитывает более 10 000 художников. Большинство художников отбираются кураторами и получают приглашение для сотрудничества, некоторым предлагается эксклюзивный контракт на определённых условиях которые оговариваются с каждым персонально. У галереи удобный интерфейс управления и статистики посещений. Видимость статистики и подписчиков, а также персональные рекомендации по улучшению. Возможность загружать множество дополнительных фото и видео. С Российским сегментом художников находящимися на территории РФ сотрудничество было приостановлено в конце февраля 2022 года. Тем не менее галереи художников не были удалены или заблокированы, а были лишь отправлены на каникулы.
Google также сотрудничал с SINGULART в 2020 году в рамках своего Google Accelerator.

## История
SINGULART была основана в 2017 году  Дени Файолем, Брисом Лекомптом, и Верой Кемпф  и миссией галереи стало расширять возможности художников по всему миру.
До основания SINGULART компания Kempf создала и запустила кондитерский ресторан, известный как Carré Paris.
В марте 2021 года SINGULART курировала коллекцию произведений искусства, вдохновленных пандемией COVID-19. SINGULART также организовал «Les Singulières», неделю мероприятий, посвященных женщинам в искусстве, в честь Международного женского дня в марте 2021 года.
В интернет-магазине выставлены работы таких художников, как Джулия Брайт, Андре Шульце, Алиша Мари Энглин, и Руслан Хайс. Они также распространяют работы таких художников, как художник из Гонконга Майкл Эндрю Лоу. Марион Сайхен в настоящее время является главным куратором галереи.
SINGULART был показан в шестом эпизоде документального сериала Deal, созданного Maddyness и DocuSign.
В 2022 году SINGULART запустил раздел дизайнерской мебели, чтобы поддержать и расширить возможности дизайнеров.

## Художники
Некоторые из известных художников на сайте SINGULART представленные в галерее:
- Дмитрий Ликиссас [30]
- Стефан Щесны [31]
- Томи Унгерер [32]
- Вольфганг Нойманн[4]
- Нанна Ханнинен[4]
- Павел Вольберг[4]
- Альфред Фредди Крупа [33]
- Ричард Калдикотт [34]
- Клод-Макс Лошу [35]